# Jun Murai
Jun Murai (村井 純, Murai Jun), né le 29 mars 1955 à Tokyo, est un chercheur japonais, connu pour être fondateur de projets de réseaux informatiques importants au Japon tels que JUNET et le projet WIDE. Murai est professeur à l'Université Keiō et doyen de son département d'études d'information et environnement Faculty of Environment, et égalemenment  président du Japan Network Information Center,.
Murai reçoit des prix et des distinctions nationaux et internationaux tels que le prix Internet IEEE 2011 et il est entré au Temple de la renommée d'Internet en 2013.

## Biographie
Jun Murai est né le 29 mars 1955 à Tokyo, au Japon. En 1970, à l’âge de 15 ans, Murai passe trois mois au Canada et aux États-Unis dans le cadre d’un programme d’échange. Cette expérience lui a permis de découvrir très tôt la langue anglaise et il découvre les ordinateurs de Digital Equipment Corporation.

## Formation
Jun Murai obtient les diplômes de premier cycle, de maîtrise et de doctorat à l'Université Keiō. Il se spécialise en mathématiques en premier cycle et est diplômé en 1979. Il poursuit ensuite une maîtrise en informatique qu'il termine en 1981. Il obtient son doctorat en 1987, avec des études d'informatique, Internet et la communication informatique.

## Carrière
Murai travaille à l'Université Keiō depuis 1990, d'abord comme professeur associé à la Faculté des études environnementales et de l'information, puis comme professeur titulaire en 1997. De 1999 à 2005, il est directeur exécutif de l'Institut de recherche Keio, puis vice-président de l'Université Keio de 2005 à 2009. Il est ensuite doyen de la Faculté des études environnementales et de l'information de 2009 à 2017, puis doyen de l'École supérieure des médias et de la gouvernance de 2017 à 2019. Ultérieurement, Murai est codirecteur du Centre de recherche sur la cyber-civilisation de l’Université Keio et professeur distingué. Il est également professeur à l'Institut d'études avancées de l'Université des Nations unies et à l'Université des arts de Tokyo

## Innovations et créations

### JUNET
En 1984, Murai lance le Japan University Network (JUNET), un réseau informatique qui à l'origine relie l'Université de Tokyo, l'Université de technologie de Tokyo et l'Université Keiō en utilisant la technologie d'accès commuté Unix to Unix Copy et un système de noms de domaine hiérarchique. Le nom de domaine est d'abord .junet, et est changé en .jp en 1989, et JNIC (renommé plus tard JPNIC) gère le domaine à partir de 1991 La capacité du réseau d'utiliser des caractères japonais lui vaut sa popularité et il finit par réunir plus de 700 institutions.

### Projet WIDE
En 1994, JUNET est intégré au projet Widely Integrated Distributed Environment (WIDE), un consortium de recherche créé par Murai en 1988. Le projet profite des nouveaux protocoles TCP/IP alors en plein essor. Murai devient plus tard le président et le directeur général du projet.

### Autres contributions
Murai, en tant que pionnier d’Internet, travaille au développement de services et de protocoles indépendants du gouvernement japonais, ce qui provoque quelques frictions entre Murai et le gouvernement : le Centre national des systèmes d'information scientifique (NACSIS, renommé Institut national d'informatique en 2000), alors dirigé par le professeur Asano Shoichiro de l'Université de Tokyo, tente de développer des protocoles propriétaires pour les réseaux universitaires. Cependant, les efforts de Murai pour utiliser TCP/IP, s'écartant ainsi de la direction gouvernementale, a contrecarré les projets du NACSIS,.
Murai est reconnu pour avoir défendu une culture Internet libre et indépendante et une coopération internationale. En particulier, Murai est l'un des premiers partisans des domaines de premier niveau de code de pays.

## Prix et distinctions
- 2005 :  Prix Jon-Postel[14]
- 2007 : FUNAI Achievement Award de la Société de traitement de l'information du Japon .
- 2011 : IEEE Internet Award[15] et prix Okawa[16],[17]
- 2013:  Internet Hall of Fame
- 2019 : Ordre national de la Légion d'honneur française.